# IC 719
IC 719 ist eine linsenförmige Galaxie vom Hubble-Typ S0 im Sternbild Jungfrau auf der Ekliptik. Sie ist schätzungsweise 78 Millionen Lichtjahre von der Milchstraße entfernt und hat einen Durchmesser von etwa 30.000 Lichtjahren.

Im selben Himmelsareal befinden sich u. a. die Galaxien IC 718, IC 720, IC 722, IC 724.
Das Objekt wurde am 24. März 1892 vom österreichischen Astronomen Rudolf Spitaler entdeckt.